# Копистинська сільська громада
Копистинська сільська територіальна громада — колишня об'єднана територіальна громада в Україні, в Хмельницькому районі Хмельницької області. Адміністративний центр — село Копистин.
Утворена 21 травня 2020 року шляхом об'єднання Бахматовецької, Копистинської, Масівецької, Пархомовецької та Пироговецької сільських рад Хмельницького району Хмельницької області.
Перспективним планом формування територій громад Хмельницької області 2020 року територію громади було включено до складу Хмельницької міської територіальної громади.

## Населені пункти
До складу громади входили селище Богданівці та 9 сіл: Бахматівці, Івашківці, Колибань, Копистин, Мала Колибань, Масівці, Пархомівці, Пирогівці та Прибузьке.